# Palacio Dar Es Salam
El Palacio Dar Es Salam (en árabe: قصر دار السلام) es una residencia del rey de Marruecos en Rabat, Marruecos. Está especialmente asociada a la memoria del primer rey de Marruecos, Mohamed V, que apreciaba su aislamiento y lo convirtió en su principal lugar de residencia. El palacio fue sede de la reunión de líderes del norte de África que se celebró cuando el hijo de Mohamed V, Hasán II, sucedió a su difunto padre en 1961. También fue utilizada como residencia privada del hijo y sucesor de Hasán II, actual rey, Mohamed VI.
Los terrenos del sur del palacio fueron posteriormente desarrollados para crear el Royal Golf Dar Es Salam, inaugurado en 1971, y el centro ecuestre adyacente y sede de la Real Federación Ecuestre Marroquí,  complementado en 2013 por el Institut National du Cheval.  A principios de 2023 se inauguró un lujoso hotel Ritz-Carlton cerca del campo de golf.  El campus central de la Dirección de Vigilancia del Territorio de Marruecos se encuentra al suroeste del palacio, y el centro de interrogatorio de Temara un poco más al oeste. La entrada al palacio se encuentra en el extremo occidental de la Route Dar Essalam.